# Scaptomyza santacruzi
Scaptomyza santacruzi är en tvåvingeart som beskrevs av Val 1983. Scaptomyza santacruzi ingår i släktet Scaptomyza och familjen daggflugor. Inga underarter finns listade i Catalogue of Life.